# Timbres de Mayotte 1998
Cet article recense les timbres de Mayotte émis en 1998 par La Poste.

## Généralités
Les émissions de 1998 porte la mention « Mayotte - République française - La Poste 1998 » et une valeur faciale libellée en franc français (FRF).

### Tarifs postaux
Les timbres émis en 1998 correspondent au premier échelon de poids pour les lettres au départ de Mayotte, et qui est équivalent à ceux du premier échelon de poids au départ de la France métropolitaine du 18 mars 1996 (au-delà, une surtaxe aérienne est ajoutée). Voici les tarifs réalisables avec les timbres de Mayotte de 1998 :
- 2 francs : lettre circulant à Mayotte[3].
- 2,70 francs : lettre économique vers la France métropolitaine.
- 3 francs : lettre prioritaire vers la France métropolitaine et l'Europe occidentale (zone 1).
- 3,80 francs : lettre vers l'Europe orientale (zone 2) et les pays du Maghreb (Algérie, Maroc, Tunisie).

## Légende
Pour chaque timbre, le texte rapporte les informations suivantes :
- date d'émission, valeur faciale et description,
- formes de vente,
- artistes concepteurs et genèse du projet,
- manifestation premier jour,
- date de retrait, tirage et chiffres de vente,

ainsi que les informations utiles pour une émission donnée.

## Février

### Port de Longoni
Le 2 février, est émis un timbre de 2,70 francs reproduisant un dessin du port de Longoni.
Le timbre imprimé en offset est dessiné par Gilles Renaud.

### Tortue franche (Chelonia mydas) du lagon de Mayotte
Le 2 février, est émis un timbre de 3 francs sur la tortue franche (Chelonia mydas), espèce vivant dans le lagon de Mayotte. Le dessin du spécimen est posé sur un rectangle vert foncé à bordure vert clair.
Le timbre est dessiné par Gilles Renaud et imprimé en offset.
Il est retiré de la vente le 31 mars 2000.

## Avril

### Pique-bœuf de Mayotte sur son zébu
Le 2 avril, est émis un timbre de 30 francs de « poste aérienne » représentant le dessin d'un piquebœuf (écrit « pique-bœuf » sur l'illustration sur son zébu, sur lequel il trouve les parasites dont il se nourrit.
Le timbre est dessiné par Gilles Renaud et imprimé en offset.

### Planning familial
Le 2 avril, est émis un timbre d'un franc pour la promotion du planning familial. Le dessin d'une famille de trois enfants sur une plage tropicale illustre le slogan : « 1, 2, 3... BASS ».
Le dessin de l'agence mahoraise Tropixel est imprimé en offset.
Le timbre est retiré de la vente le 31 mars 2000.

### Marianne du 14 juillet
Le 15 avril, est émis un carnet de dix timbres autocollants au type d'usage courant Marianne du 14 juillet rouge sans valeur faciale. Les timbres de ce carnet émis le 15 juillet 1997 en France métropolitaine, sont surchargés « MAYOTTE ».
Dessiné par Ève Luquet et gravé par Claude Jumelet, le type Marianne du 14 juillet est imprimé en taille-douce. La version autocollante comporte une dentelure ondulée sur les côtés verticaux et une découpe droite sur les côtés horizontaux.

## Juin

### La barge
Le 1er juin , est émis un timbre de 3,80 francs sur la barge Salama Djema II assurant la navette entre Dzaoudzi et Mamoudzou, situées respectivement sur Petite-Terre et Grande-Terre. Sur fond d'une carte maritime de la liaison, l'illustration représente une foule descendant à pied du navire.
Le timbre dessiné par l'agence mahoraise Tropixel est imprimé en offset.
Il est retiré de la vente le 31 mars 2000.

### Le carnaval des enfants
Le 1er juin, est émis un timbre de 3 francs sur le carnaval des enfants, avec le dessin de quatre visages déguisés.
Le timbre carré est dessiné par l'agence mahoraise Tropixel et imprimé en offset.
Le timbre est retiré de la vente le 31 mars 2000.

## Septembre

### Mosquée de Tsingoni
Le 7 septembre, est émis un timbre de 3 francs sur la mosquée de Tsingoni. Sur fond de ciel nocturne, le dessin détaille le minaret et les portiques de la cour.
Gilles Renaud dessine le timbre imprimé en offset.
Le timbre est retiré de la vente le 31 mars 2000.

## Octobre

### Mariama Salim
Le 5 octobre, pour le premier timbre de Mayotte sur une personne, est émis un timbre de 2,70 francs en hommage à Mariama Salim, militante féministe morte deux ans plus tôt. Son portrait en traits noirs est placé sur le fond blanc du visage d'une femme portant un foulard bleu sur un fond jaune.
Le timbre est dessiné par Nathalie et Xavier Boulenger et gravé par Jacky Larrivière pour une impression en offset et taille-douce.

## Novembre

### La pêche traditionnelle au Djarifa
Le 9 novembre, est émis un timbre de 2 francs sur l'activité traditionnelle de la pêche au djarifa qui se pratique à pied avec un filet.
L'illustration du timbre imprimé en offset est dessinée par l'agence mahoraise Tropixel.

### Poisson empereurPomacanthusdu lagon de Mayotte
Le 9 novembre, est émis un timbre de 3 francs sur le Pomacanthus, dénommé sur le timbre « poisson empereur » et dessiné sur un fond vert foncé.
Le timbre est signé par Gilles Renaud et est imprimé en offset.

## Décembre

### Le chombo
Le 21 décembre, est émis un timbre de 3 francs sur un outil agricole traditionnel, le chombo, sorte de machette. Quatre utilisations sont présentées par le dessin d'une scène rurale.
Le timbre est dessiné par Nathalie et Xavier Boulenger et imprimé en offset.

### Sources
- Catalogue de cotations des timbres des DOM-TOM, éd. Dallay, 2006-2007, pages 402-403.